# Pierre-Jean Guth
Pour les articles homonymes, voir Guth.
Pierre-Jean Guth, né le 15 mars 1909 à Reims et mort à Saint-André-les-Vergers (Aube) le 20 juillet 2001, est un architecte français.

## Biographie
Formé à l'école nationale supérieure des beaux-arts de Paris qui conserve deux de ses dessins scolaires de 1932, Une tapisserie et L'entrée principale d'une grande banque.
Architecte de la Marine Nationale et lauréat d'un deuxième second prix de Rome en 1934, on lui doit en particulier la transformation du Fort de Brégançon en résidence pour le Président de la République et le plan de reconstruction de Mulhouse à la suite des bombardements de 1944, reconstruction adoptée en 1950 et qui dura de 1950 à 1963, dont le l'immeuble dit Bâtiment annulaire, 5-14 rue Auguste-Wicky à Mulhouse (inscription aux monuments historiques en 2006).
Il a également travaillé sur les plans de reconstruction et d'aménagement de Troyes avec les frères René Danger (1872-1954) et Raymond Danger (1883-1958) du cabinet de géomètres Dangerpar exemple pour le bâtiment de l'ESPE.